# E-sport-SM 2013/2014
E-sport-SM 2013/2014 var den tredje säsongen av svenska mästerskapen i e-sport. Säsongen arrangerades som ett projekt, drivet av Dreamhack och Inferno Online, två e-sportaktörer i Sverige, för att synliggöra det svenska e-sportundret, skapa en nationell liga samt hitta Sveriges e-sportstjärnor. Mästerskapen var öppna för såväl amatörer som proffs. Deltagarna fick kvalificera sig till finalen i Dreamhack summer 2014, genom deltävlingar i respektive spel. Deltävlingarna började den 26 oktober 2013 och finalerna avgjordes den 15 juni 2014.